# Dan Farmer
Dan Farmer (ur. 5 kwietnia 1962) – amerykański programista, specjalista w zakresie bezpieczeństwa teleinformatycznego. Znany przede wszystkim z prac nad systemem SATAN, który współtworzył z holenderskim programistą Wietse Venema.

## Życiorys
COPS (Computer Oracle and Password System) – pierwszy pakiet programów analizujących bezpieczeństwo systemów informatycznych, Farmer napisał jeszcze na studiach w Purdue University w 1989.
W 1995 roku, będąc pracownikiem Silicon Graphics stworzył wraz z Wietse Venema SATAN (Security Administrator Tool for Analyzing Networks), kolejny pakiet programów do sprawdzania i testowania bezpieczeństwa systemów komputerowych. Wobec szeregu kontrowersji jakie wywołał program (cześć osób uważała, że będzie służył nie tylko do testowania ale również do przełamywania zabezpieczeń), SATAN kosztował Farmera utratę pracy.
W 1999 roku Farmer i Venema zaczęli współpracować ponownie, tym razem nad The Coroner's Toolkit – zestawem programów dla informatyki śledczej. W 2005 roku obaj programiści wydali książkę Forensic Discovery traktującą o tej gałęzi informatyki.